# Petri Alanko
Petri Alanko (* 17. Oktober 1963 in Joensuu) ist ein finnischer Flötist.

## Leben
Alanko studierte an der Sibelius-Akademie in Helsinki, bevor er an die Musikakademie Freiburg wechselte. 1998 gewann er den ersten Preis des Kobe International Flute Festival in Japan und ein Jahr später beim Internationalen Musikwettbewerb der ARD. Daraufhin folgen Engagements in Deutschland, den USA und Japan zusätzlich zu seiner aktiven Karriere in Finnland. Von 1987 bis 1988 arbeitete er als Soloflötist im und wechselte danach zum Finnischen Radio Symphonie Orchester. Zudem arbeitet er mit dem Finnish Chamber Orchestra und unterrichtet an der Sibelius-Akademie.